# Ипатьев, Владимир Николаевич
Влади́мир Никола́евич Ипа́тьев (9 [21] ноября 1867, Москва, Российская империя — 29 ноября 1952, Чикаго, США) — русско-американский химик, генерал-лейтенант Русской императорской армии, доктор химических наук, профессор, академик Санкт-Петербургской академии наук / Российской академии наук / Академии наук СССР, член Национальной академии наук США (1939).

## Биография
Родился 9 (21) ноября 1867 года в семье Николая Алексеевича Ипатьева и Анны Дмитриевны Глики. Его мать, Анна Дмитриевна Глики, на время оставила семью ради связи с преподавателем физики в учительской семинарии Военного ведомства Александром Фомичом Чугаевым, от которой у неё родился в 1873 году сын Лев.
Среднее образование получил в 3-й военной московской гимназии, а затем в 1885 году поступил в Александровское (пехотное) военное училище, через 2 месяца обучения перевёлся в Михайловское артиллерийское училище, которое и окончил в 1887 году. По окончании в 1892 курса в Михайловской артиллерийской академии был оставлен там репетитором и помощником заведующего химической лабораторией. В том же году работал по органической химии в Санкт-Петербургском университете в лаборатории профессора А. Е. Фаворского.
С 1893 года преподавал химию в Михайловском артиллерийском училище и академии. В 1895 году защитил диссертацию «О действии брома на третичные спирты и бромистого водорода на ацетиленовые и алленовые углеводороды» и получил звание штатного преподавателя академии. За эту работу Русское физико-химическое общество присудило Ипатьеву малую премию имени А. М. Бутлерова. В 1896—1897 годах Ипатьев работал в Мюнхене у профессора Байера, с которым сделал совместно работу о строении карона и о кароновой кислоте, и в Париже у Вьеля по пороху и взрывчатым веществам.

### Деятельность до Первой мировой войны
В 1899 году Ипатьев защитил диссертации «Алленовые углеводороды, реакция хлористого нитрозила, нитрозаты и действие натрий-малонового эфира на дибромиды» и «Взрывчатые свойства тринитрокрезола и тринитронафталина», за что получил звание профессора академии. С 1902 году Ипатьев в качестве приват-доцента читает в Санкт-Петербургском университете курс термохимии. В 1908 году повторно защищает диссертацию «О действии брома…» в Петербургском университете. С 1900 года занимался гетерогенным катализом превращений углеводородов, одним из первых синтезировал изопрен и полиэтилен. К началу 1914 года он уже был генерал-майором (звание присвоено в 1911 год), член-корреспондент Императорской академии наук, один из ведущих специалистов по нефтепереработке и гетерогенному катализу в органической химии.

### Первая мировая
Во время Первой мировой войны с 1914 года возглавил комиссию Главного артиллерийского управления, направленную на Донбасс для определения возможности производства бензола и толуола. Служил в области организации химического производства, исследования и производства химического оружия и методов химической защиты войск. Проявил в период организации испытаний в войсках в 1915 году субъективный подход в оценке боевых возможностей первого противогаза Зелинского на основе активированного угля. Перед октябрьской революцией Ипатьев был генерал-лейтенантом Русской императорской армии.
В апреле 1916 года Ипатьев стал председателем Химического комитета, созданного при Главном Артиллерийском Управлении. В Комитет входили все виднейшие химики России. Главной задачей Комитета было расширение производства взрывчатых веществ отечественной химической промышленностью. Под руководством Ипатьева Комитету удалось добиться значительных успехов по строительству новых казённых заводов и расширению производства частных предприятий. В 1915 был пущен первый бензольный завод (всего их построили около двух десятков), в 1917 г. заработал первый в России завод по синтезу азотной кислоты. При этом были освоены новые технологии — производство толуола из нефти, получение азотной кислоты из аммиака, вырабатывающегося попутно с бензолом при коксовании угля; были организованы производства фосгена и хлора. В результате деятельности Комитета, общее производство взрывчатых веществ отечественной промышленностью возросло от 330 тыс. пудов в год до 2,7 млн пудов в год. Практически, деятельность Комитета и лично Ипатьева в годы войны можно рассматривать как основание отечественной химической промышленности (в довоенный период данная отрасль находилась в зачаточном состоянии).
Николай II отметил деятельность Ипатьева, произвёл его в генерал-лейтенанты, учёный также был избран в действительные члены Императорской академии наук (1916).

### Деятельность после 1917 г.
Ипатьев отказался после Октябрьской революции уезжать на Запад. В конце 1917 года ему предложил сотрудничество Л. Я. Карпов, заведовавший отделом химической промышленности и в 1918 году Ипатьев собрал прежний состав Химического комитета и уговорил их работать на новое правительство. Был председателем комиссии при Химическом отделе ВСНХ, членом совета ГАУ, председателем Технического управления Военно-хозяйственного отдела Наркомата, председателем комиссии по химической промышленности при правительстве, которая позднее стала называться Техническим советом химической промышленности.
После смерти Карпова в 1921 году Ипатьев становится членом Президиума ВСНХ, членом Госплана, руководителем Главхима, который впоследствии станет Министерством химической промышленности. Организовал следующие учебные заведения:
- Институт прикладной химии.
- Химико-фармацевтический институт.
- Институт удобрений и инсектофунгицидов.
- Радиевый институт.

Главхим упразднили в 1922 году без ведома Ипатьева, и в его отсутствии был поставлен вопрос о выводе Владимира Николаевича из состава Президиума. Однако по личному указанию Ленина, он остался в составе и должен был входить в Президиум при любом составе. В 1927 году Ипатьеву исполнилось 60 лет и к юбилею его наградили премией Ленина и званием заслуженного деятеля науки. В 1929 учёный стал директором Института высоких давлений.
После революции Ипатьев основал несколько химических исследовательских центров в СССР. Ленин уважал его и называл «главой нашей химической промышленности». Но несмотря на это, к концу 1920-х Ипатьев стал чувствовать себя не в безопасности из-за начавшихся чисток в промышленности. Во время зарубежной поездки он узнал из газет о раскрытии «контрреволюционной вредительской и шпионской организации в военной промышленности СССР» и том, что казнены В. С. Михайлов, В. Л. Дымман, В. Н. Деханов, Н. Г. Высочанский. В 1929—1930 гг. арест его ученика и коллеги Е. И. Шпитальского и арест Л. К. Рамзина по делу Промпартии вызвали у Ипатьева большую тревогу. В рамках дела Промпартии по обвинению во вредительской деятельности тогда было арестовано более 2000 инженеров. В 1991 году и Рамзин, и другие участники процесса были реабилитированы посмертно, а дело признали фальсификацией.
Ипатьев, выехав на Международный энергетический конгресс в Германию в 1930 году, решил не возвращаться в СССР и впоследствии уехал в США. Его выпустили, поскольку у Владимира Николаевича к тому времени был рак горла и советские власти дали разрешение задержаться в Германии на лечение в течение года.
Постановлением общего собрания АН СССР от 29 декабря 1936 года Ипатьев (вместе с А. Е. Чичибабиным) был исключён из её членов;
5 января 1937 года лишён гражданства СССР.
22 марта 1990 года Общее собрание АН СССР приняло постановление о восстановлении (посмертно) в членах Академии наук СССР ряда учёных, в том числе и Ипатьева.

### В США
После успешной операции в США Ипатьев стал профессором Северо-Западного университета в Чикаго и работал на «Universal Oil Products Company». Он и его студенты сделали значительный вклад в органический синтез и переработку нефти. Он считается одним из основателей нефтехимии в США. Его крупнейшим открытием стал в 1936 году каталитический крекинг, позволивший намного увеличить выход бензина при переработке нефти. Это изобретение немедленно было использовано промышленностью, и в 1935 году фирма Shell выпускала продукты с использованием промышленного каталитического крекинга в количестве 3000 м³/час. Это изобретение позволило синтезировать и полимеризовать этилен, пропилен и другие популярные алкены.
Вторым прославившим его изобретением стал высокооктановый бензин, позволивший самолётам США добиться решающего перевеса в скорости во время Второй мировой войны. Особенность такого бензина — стойкость к детонации, возможность форсировать режим работы двигателя, что особенно было важно в авиации. Именно благодаря ипатьевскому бензину британская армия в 1940 году смогла победить немецкую Люфтваффе в «Битве за Британию». Исследования Ипатьева позволили наладить производство всевозможных полимеров и пластмасс, без которых вскоре американцы не представляли себе жизни. Ипатьев прославился в США тем, что получил более 200 патентов. В 1939 году он стал членом Национальной академии наук США. Был лауреатом золотой медали Гиббса в 1940 году, высшей награды для химиков в США.
Тем временем в СССР раскручивался маховик репрессий, которые не позволяли Ипатьеву вернуться на родину: в 1931 арестован академик П. П. Лазарев, в 1934 арестовали заместителя Ипатьева в институте ГИВД, профессора Г. А. Разуваева, позднее арестован и расстрелян ученик Владимира Николаевича профессор Н. А. Орлов.
В 1945 году Ипатьев опубликовал в двух томах книгу воспоминаний «Жизнь одного химика».
До самой смерти Владимир Ипатьев мечтал вернуться на родину. Андрей Громыко, служивший в первой половине 40-х послом СССР в Вашингтоне, описывал в мемуарах, как престарелый учёный плакал у него в приёмной, бессильно повторяя: «Поймите, мне нет жизни без России».
Похоронен на Свято-Владимирском православном кладбище в городе Джексон, штат Нью-Джерси. Надпись на могильной плите: «In Memory of Russian Genius Vladimir Nikolaevich Ipatieff. The Inventor of Octane Gasoline».

## Семья
Родился Владимир Николаевич в семье архитектора Николая Алексеевича Ипатьева и Анны Дмитриевны Глики. Помимо Владимира в семье воспитывались сестра Вера и младший брат Николай. Последний — русский офицер, инженер и общественный деятель, владелец Ипатьевского дома, в котором содержался и был расстрелян вместе с семьёй последний российский император Николай II. Владимир Ипатьев приходится единоутробным братом Льву Чугаеву — также выдающемуся учёному-химику.
У Владимира Ипатьева было три сына: Дмитрий, Николай и Владимир. Дмитрий погиб во время Первой мировой войны. Николай участвовал в белом движении, эмигрировал и умер в Африке, испытывая изобретённое им лекарство от жёлтой лихорадки. Владимир Владимирович Ипатьев, также талантливый химик, остался в СССР, в 1936 году в печати отказался от отца, но был арестован. Дочь: Анна (1895—?), замужем (с 9 апреля 1917 г.) за капитаном л.-гв. Тяжёлого Артиллерийского дивизиона Всеволодом Алексеевичем Лучковским (1885—1937). Живя в США, Ипатьевы удочерили двух русских девочек.

## Оценки деятельности
Известный американский нефтехимик Ф. Уитмор высказал мнение о том, что «среди многих замечательных химиков Россия дала миру трёх выдающихся — М. В. Ломоносова, Д. И. Менделеева и В. Н. Ипатьева».

## Память
- Премия имени В. Н. Ипатьева, учреждённая и присуждаемая Российской академией наук с 1994 года